# Нитрид кадмия
Нитрид кадмия — бинарное неорганическое соединение, 
металла кадмия и азота с формулой Cd3N2,
чёрные кристаллы,
реагирует с водой.

## Получение
- Нагревание кадмия в атмосфере аммиака:

{\displaystyle {\mathsf {3Cd+2NH_{3}\ {\xrightarrow {T}}\ Cd_{3}N_{2}+3H_{2}}}}
- Нагревание амида кадмия в вакууме:

{\displaystyle {\mathsf {3Cd(NH_{2})_{2}\ {\xrightarrow {180^{o}C}}\ Cd_{3}N_{2}+4NH_{3}}}}

## Физические свойства
Нитрид кадмия образует чёрные кристаллы
кубической сингонии,
пространственная группа I a3,
параметры ячейки a = 1,081 нм, Z = 16.

## Химические свойства
- Реагирует с водой:

{\displaystyle {\mathsf {Cd_{3}N_{2}+6H_{2}O\ {\xrightarrow {}}\ 3Cd(OH)_{2}+2NH_{3}}}}